# Ezra Sued
Ezra Sued (ur. 7 czerwca 1923, zm. 21 sierpnia 2011) – piłkarz argentyński, napastnik.
Sued karierę piłkarską rozpoczął w 1943 roku w klubie Racing Club de Avellaneda. Razem z reprezentacją Argentyny wygrał turniej Copa Lipton 1945.
Jako piłkarz klubu Racing był w kadrze reprezentacji podczas turnieju Copa América 1946, gdzie Argentyna drugi raz z rzędu zdobyła tytuł mistrza Ameryki Południowej. Sued nie zagrał w żadnym meczu.
Wciąż jako piłkarz klubu Racing wziął udział w turnieju Copa América 1947, gdzie Argentyna trzeci raz z rzędu zdobyła tytuł mistrza Ameryki Południowej. Sued zagrał tylko ostatnie 4 minuty meczu z Urugwajem, zastępując na boisku Félixa Loustau, który tuż przed zmianą ustalił wynik meczu na 3:1 dla Argentyny.
Razem z Racingiem trzy razy z rzędu zdobył tytuł mistrza Argentyny - w 1949, 1950 i 1951 roku. W Racingu grał do końca swej kariery w 1954 roku - łącznie w lidze argentyńskiej rozegrał 308 meczów i zdobył 47 bramek.